# Салватерра-ди-Магуш
Салватерра-ди-Магуш (порт.  Salvaterra de Magos; [saɫvɐ'tɛʁɐ dɨ 'maguʃ]) — посёлок городского типа в Португалии, центр одноимённого муниципалитета в составе округа Сантарен. Численность населения — 5,1 тыс. жителей (посёлок), 20,2 тыс. жителей (муниципалитет). Посёлок и муниципалитет входит в экономико-статистический регион Алентежу и субрегион Лезирия-ду-Тежу. По старому административному делению входил в провинцию Рибатежу.
Покровителем посёлка считается Апостол Павел (порт. Paulo de Tarso).

## Расположение
Посёлок расположен в 30 км южнее города Сантарен на восточном берегу реки Тежу.
Муниципалитет граничит:
- на севере — с муниципалитетом Алмейрин;
- на востоке — с муниципалитетом Коруше;
- на юге — с муниципалитетом Коруше;
- на юго-западе — с муниципалитетом Бенавенте
- на северо-западе — с муниципалитетами Азамбужа и Карташу.

## Население
| Население муниципалитета Салватерра-де-Магуш (1801—2004) | Население муниципалитета Салватерра-де-Магуш (1801—2004) | Население муниципалитета Салватерра-де-Магуш (1801—2004) | Население муниципалитета Салватерра-де-Магуш (1801—2004) | Население муниципалитета Салватерра-де-Магуш (1801—2004) | Население муниципалитета Салватерра-де-Магуш (1801—2004) | Население муниципалитета Салватерра-де-Магуш (1801—2004) | Население муниципалитета Салватерра-де-Магуш (1801—2004) | Население муниципалитета Салватерра-де-Магуш (1801—2004) |
| -------------------------------------------------------- | -------------------------------------------------------- | -------------------------------------------------------- | -------------------------------------------------------- | -------------------------------------------------------- | -------------------------------------------------------- | -------------------------------------------------------- | -------------------------------------------------------- | -------------------------------------------------------- |
| 1801                                                     | 1849                                                     | 1900                                                     | 1930                                                     | 1960                                                     | 1981                                                     | 1991                                                     | 2001                                                     | 2004                                                     |
| 1875                                                     | 3436                                                     | 7047                                                     | 11 498                                                   | 16 966                                                   | 18 962                                                   | 18 979                                                   | 20 161                                                   | 20 908                                                   |

## История
Посёлок основан в 1295 году.

## Районы
В муниципалитет входят следующие районы:
1. Форуш-де-Салватерра
2. Глория-ду-Рибатежу
3. Гранью
4. Мариньяйш
5. Муже
6. Салватерра-де-Магуш